# Okręg Beaune
Okręg Beaune (fr. Arrondissement de Beaune) – okręg we wschodniej Francji. Populacja wynosi 92 100.

## Podział administracyjny
W skład okręgu wchodzą następujące kantony:
- Arnay-le-Duc,
- Beaune-Nord,
- Beaune-Sud,
- Bligny-sur-Ouche,
- Liernais,
- Nolay,
- Nuits-Saint-Georges,
- Pouilly-en-Auxois,
- Saint-Jean-de-Losne,
- Seurre.